# Villeneuve-lès-Montréal
Villeneuve-lès-Montréal (okzitanisch: Vilanòva de Montreal) ist eine südfranzösische Gemeinde mit 337 Einwohnern (Stand 1. Januar 2022) im Osten des Départements Aude in der Region Okzitanien.

## Lage
Das Runddorf (Circulade) Villeneuve-lès-Montréal liegt in einer Talsenke in einer Höhe von etwa 185 Metern ü. d. M. etwa 21 Kilometer (Fahrtstrecke) westlich von Carcassonne bzw. etwa 23 Kilometer südöstlich von Castelnaudary im Südosten der alten Kulturlandschaft des Lauragais.

## Bevölkerungsentwicklung
| Jahr      | 1968 | 1975 | 1982 | 1990 | 1999 | 2006 | 2016 |
| Einwohner | 131  | 101  | 104  | 101  | 116  | 202  | 286  |

Im 19. Jahrhundert hatte der Ort meist zwischen 200 und 380 Einwohner. Infolge der Reblauskrise im Weinbau und der zunehmenden Mechanisierung der Landwirtschaft ging die Zahl der Einwohner seitdem bis auf die Tiefststände der letzten Jahrzehnte zurück. Aufgrund der relativen Nähe zu den Städten Carcassonne und Castelnaudary und den auf dem Lande deutlich niedrigeren Immobilienpreisen ist in den letzten Jahren wieder ein deutlicher Anstieg der Bevölkerungszahlen zu verzeichnen.

## Wirtschaft
In früheren Zeiten lebten die Bewohner des Ortes als weitgehende Selbstversorger von der Landwirtschaft, wobei neben Getreide auch Wein angebaut wurde. Daneben betrieb man ein wenig Viehzucht (Schweine, Hühner etc.). Im ausgehenden Mittelalter und in der frühen Neuzeit wurde Färberwaid (pastel) angepflanzt. Wie in vielen Orten des Languedoc dominiert seit dem 19. Jahrhundert der Weinbau; die örtliche Winzergenossenschaft vermarktet den hier produzierten Wein über die Appellationen Aude, Pays Cathare, Malepère und Pays d’Oc. Wegen der Absatzkrise von Wein wird jedoch nur noch auf wenigen Flächen Weinbau betrieben; überwiegend werden Getreide (Weizen, Mais) und Sonnenblumen ausgesät.

## Geschichte
Im Mittelalter gehörte der Ort zur Grafschaft Carcassonne, die nach den Albigenserkreuzzügen (1226) in eine königliche Sénéchaussée überführt wurde. 

## Sehenswürdigkeiten

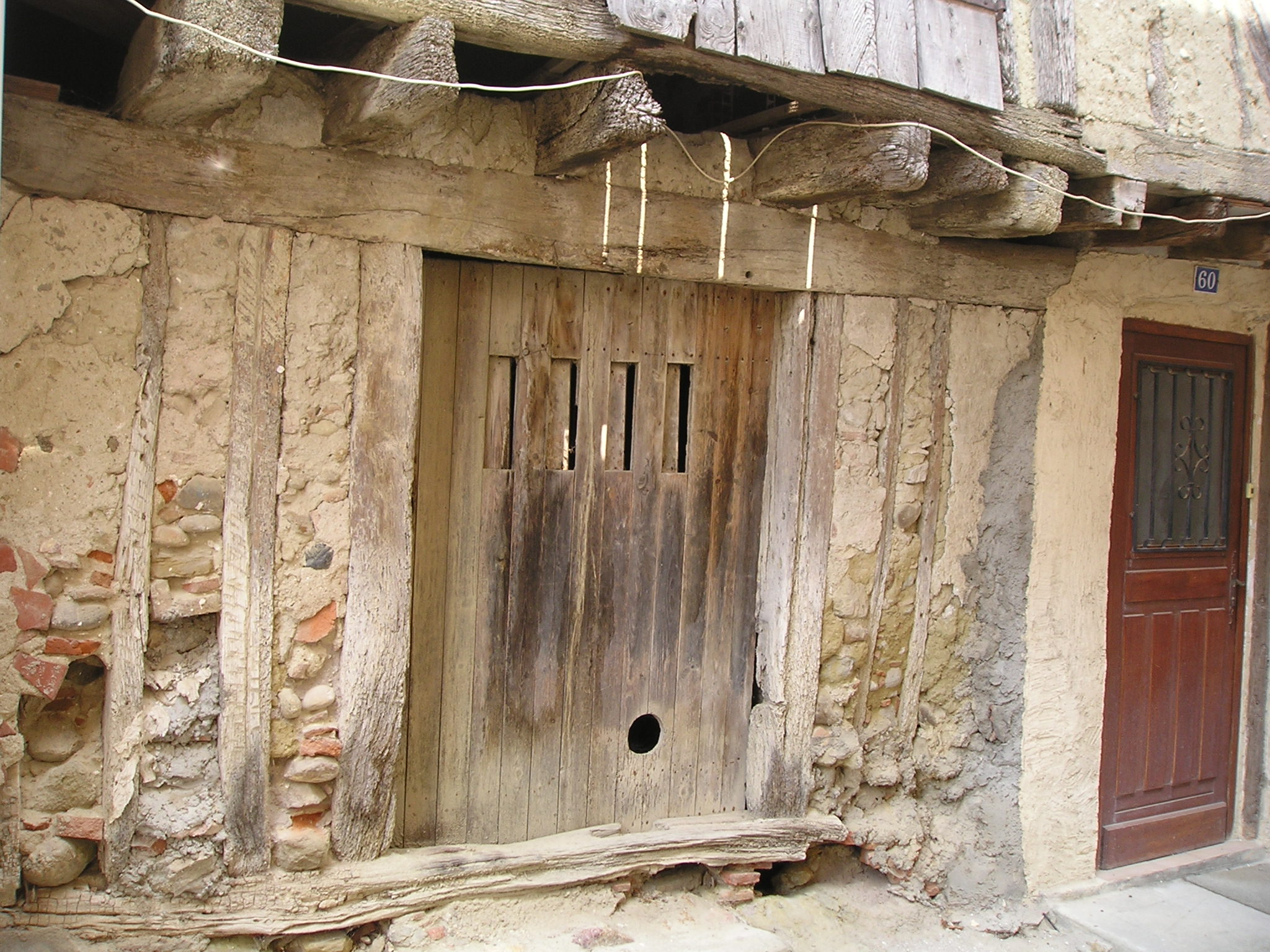
Fachwerkhäuser

- Der alte Ortskern mit seinen teilweise ruinösen Fachwerkhäusern gehört zum Typus der Circulades – Runddörfer, die aus Verteidigungsgründen um einen Kern, bestehend aus einer Burg und/oder Kirche, herum angelegt wurden und deren äußere Häuserfront als Ersatz für eine kostspielige Stadtmauer diente.
- Die Pfarrkirche ist ein Bau des 13. Jahrhunderts und – in tolosaner Tradition – weitgehend aus Ziegelsteinen erbaut. Über der schmucklosen Westfassade erhebt sich ein dreigeschossiger Glockengiebel (clocher mur); das in späterer Zeit vergrößerte Portal befindet sich auf der Nordseite der Kirche, deren einfaches Inneres tonnengewölbt ist.